# Samuel Gottlieb Gmelin
Samuel Gottlieb Gmelin (Tübingen, 4 juli 1744 - Achmedkent, 27 juli 1774) was een Duitse arts, botanicus en natuuronderzoeker. Hij was lid van de Russische Academie van Wetenschappen. Zijn standaardaanduiding in de botanische nomenclatuur luidt S.G.Gmel.

## Leven
Gmelin was een zoon van Johann Konrad Gmelin (1707–1759) en zijn vrouw Maria Veronika Erhardt (1713–1797).
Aan de Eberhard-Karls-Universiteit Tübingen studeerde Gmelin geneeskunde en kon zijn studie in 1763 succesvol afsluiten, waarbij hij de titel "Dr. med." verkreeg. Aansluitend ging hij naar de Universiteit Leiden, waar hij onder andere bevriend raakte met Peter Simon Pallas. Na een andere studiereis aan de Sorbonne in Parijs bij Michel Adanson keerde hij weer terug naar zijn geboortestad.
In 1767 kreeg hij een functie als professor in plantkunde in Sint-Petersburg toegekend. Het jaar daarop ging hij op wens van tsarina Catharina II van Rusland op expeditie over de Waldajhoogte, Moskou en Toela naar Voronezj. Van daaruit ging hij in het voorjaar van 1769 verder via Tsjerkessk en Tsaritsyn naar Astrachan. Vervolgens begon Gmelin in 1770 zijn eerste expeditie, in gezelschap van Peter Simon Pallas, naar Perzië; deze reis voerde over Derbent, Bakoe, Salyan, Enzeli, Rasjt en Sari. In het plaatsje Sarepta (tegenwoordig een stadsdeel van Wolgograd) overwinterde hij en huwde in 1770 Anna (1744–1828), een dochter van vlootkapitein Jacob de Chappuzeau.
Samen met Johann Anton Güldenstädt (1745–1781) en Ivan Ivanovitsj Lepjochin (1740–1802) ondernam Gmelin een natuurwetenschappelijke reis door Rusland. Daarbij bezocht hij in het bijzonder de omgeving ten westen van de Don, Bakoe en de Perzische provincies aan de zuidkust van de Kaspische Zee en de oostzijde van de Kaspische Zee.
Op de terugreis van zijn tweede expeditie naar Perzië had hij Kizljar nog niet bereikt, toen hij op 5 februari 1774 door de Kataiken-kan Amir Hamsa gevangen werd genomen. Tijdens de onderhandelingen over losgeld voor zijn vrijlating stierf hij op 30-jarige leeftijd op 27 juli in Achmedkent, tegenwoordig in Dagestan in Rusland, in de Kaukasus aan dysenterie. Hij werd bij het 30 km ten noorden van Achmedkent gelegen dorp Kajakent begraven, waar 100 jaar na zijn dood een tot vandaag de dag behouden grafsteen werd neergezet.

## Werken
Zijn belangrijkste werken zijn Historia fucorum (Sint-Petersburg, 1768) en Reisen durch Rußland (Sint-Petersburg, 1770–84, vier delen). Hij gaf ook deel 3 en 4 uit van Flora Sibirica, van zijn oom Johann Georg Gmelin, die afreisde naar Siberië (1733–1743).
- Bibliothèque nationale de France: cb10586059s (data)
- Author citation (botany): S.G.Gmel.
- CiNii: DA11301789
- Gemeinsame Normdatei: 116685158
- International Standard Name Identifier: 0000 0000 8093 361X
- Library of Congress Control Number: n86872873
- Mathematics Genealogy Project: 126026
- Nationale Bibliotheek van Tsjechië: mzk2008473353
- Nationale Bibliotheek van Israël: 987007303831705171
- Nederlandse Thesaurus van Auteursnamen: 290486734
- Système universitaire de documentation: 077147545
- Virtual International Authority File: 14760480
- WorldCat: E39PBJvRVpFvwk97yC3bbkCvpP